# 石志泉
石志泉（1885年3月3日—1960年2月17日），字友漁，又號友儒。湖北省孝感縣人。曾任中华民国司法部次長、司法院副院長。1954年曾參選副總統，最終以109票、7.14%得票率落選。

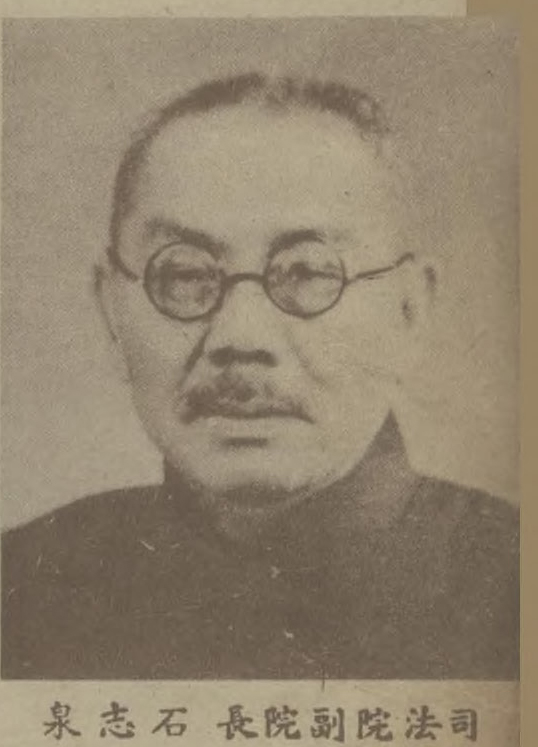
司法院副院長

## 生平
- 武昌農務學堂畢業
- 日本第一高等學校肄業
- 日本東京帝國大學法律科畢業
- 北平朝陽大學教授
- 國立法政大學教授
- 北平大學教授
- 北京大學講師
- 湖北省司法司科長
- 奉天高等審判廳庭長
- 大理院推事
- 司法部民事司司長
- 修訂法律館總纂
- 修訂法律館副總裁
- 司法部次長
- 北平大學教務長
- 北平大學法律系主任
- 北平大學院長
- 司法儲才館館長
- 司法行政部常務次長
- 北平朝陽大學法學院院長
- （1945-1947）北平臨時參議院參議員
- （1946）制憲國民大會代表
- 司法院副院長
- 中國民主社會黨副主席
- （1954年）民社黨提名副總統候選人
- （1950-1960） 總統府資政
- （1955-1960）司法官訓練所所長